# Circuit de la Sarthe 2013
La 61e édition du Circuit de la Sarthe a eu lieu du 2 au 5 avril 2013. La course fait partie du calendrier UCI Europe Tour 2013 en catégorie 2.1.
Le Français Pierre Rolland (Europcar), vainqueur de la 4e étape, s'impose devant le Tchèque Jan Bárta (NetApp-Endura) et le Suédois Tobias Ludvigsson (Argos-Shimano).
Ludvigsson termine meilleur jeune alors que l'Italien Matteo Pelucchi (IAM), lauréat de la 1re étape, remporte le classement par points. L'Australien Cameron Meyer (Orica-GreenEDGE) finit meilleur grimpeur tandis que la formation danoise Saxo-Tinkoff s'empare du classement par équipes.

## Présentation
Cette 61e édition est scindée en cinq étapes. Les deux premières devraient favoriser les sprint avant un intermède chronométré puis deux étapes plutôt réservées aux puncheurs au cours desquelles les positions au classement général vont s'établir.

### Équipes
Classé en catégorie 2.1 de l'UCI Europe Tour, le Circuit de la Sarthe est par conséquent ouvert aux UCI ProTeams dans la limite de 50 % des équipes participantes, aux équipes continentales professionnelles, aux équipes continentales et, éventuellement, à des équipes nationales.
| Nom de l'équipe    | Pays       | Code |
| ------------------ | ---------- | ---- |
| AG2R La Mondiale   | France     | ALM  |
| Argos-Shimano      | Pays-Bas   | ARG  |
| FDJ                | France     | FDJ  |
| Katusha            | Russie     | KAT  |
| Orica-GreenEDGE    | Australie  | OGE  |
| Garmin-Sharp       | États-Unis | GRS  |
| RadioShack-Leopard | Luxembourg | RLT  |
| Saxo-Tinkoff       | Danemark   | TST  |

| Nom de l'équipe | Pays   | Code |
| --------------- | ------ | ---- |
| BigMat-Auber 93 | France | BIG  |

| Nom de l'équipe              | Pays      | Code |
| ---------------------------- | --------- | ---- |
| Accent Jobs-Wanty            | Belgique  | AJW  |
| Bardiani Valvole-CSF Inox    | Italie    | BAR  |
| Bretagne-Séché Environnement | France    | BSE  |
| Cofidis                      | France    | COF  |
| Colombia                     | Colombie  | COL  |
| Europcar                     | France    | EUC  |
| IAM                          | Suisse    | IAM  |
| NetApp-Endura                | Allemagne | TNE  |
| Sojasun                      | France    | SOJ  |

## Étapes
| Étape     | Date    | Villes étapes                               |  | Distance (km) | Vainqueur d’étape | Leader du classement général |
| --------- | ------- | ------------------------------------------- |  | ------------- | ----------------- | ---------------------------- |
| 1re étape | 2 avril | Fontenay-le-Comte – Ligné                   |  | 179,4         | Matteo Pelucchi   | Matteo Pelucchi              |
| 2e étape  | 3 avril | Ligné – Angers                              |  | 93,6          | Nacer Bouhanni    | Matteo Pelucchi              |
| 3e étape  | 3 avril | Angers – Angers                             |  | 6,8           | Luke Durbridge    | Luke Durbridge               |
| 4e étape  | 4 avril | Angers – Pré-en-Pail                        |  | 188,7         | Pierre Rolland    | Pierre Rolland               |
| 5e étape  | 5 avril | Abbaye de l'Épau – Saint-Vincent-du-Lorouër |  | 165,7         | Francis Mourey    | Pierre Rolland               |

## Déroulement de la course

### 1reétape
À noter que le Danois Alex Rasmussen (Garmin-Sharp) n'a pas pu prendre le départ à la suite d'une confusion. 105 coureurs sont donc au départ de Fontenay-le-Comte. L'étape est remportée au sprint par l'Italien Matteo Pelucchi (IAM), respectivement, devant son compatriote Sacha Modolo (Bardiani Valvole-CSF Inox) et les Français Bryan Coquard (Europcar) et Nacer Bouhanni (FDJ). Ce dernier semblant avoir été gêné par le vainqueur du jour en lui accrochant le guidon.
|    | Coureur           | Équipe                    |    | Temps           |
| -- | ----------------- | ------------------------- | -- | --------------- |
| 1  | Matteo Pelucchi   | IAM                       | en | 4 h 39 min 51 s |
| 2  | Sacha Modolo      | Bardiani Valvole-CSF Inox | +  | m.t             |
| 3  | Bryan Coquard     | Europcar                  |    | m.t             |
| 4  | Nacer Bouhanni    | FDJ                       |    | m.t             |
| 5  | Alexey Tsatevitch | Katusha                   |    | m.t             |
| 6  | Steele Von Hoff   | Garmin-Sharp              |    | m.t             |
| 7  | Giacomo Nizzolo   | RadioShack-Leopard        |    | m.t             |
| 8  | Scott Thwaites    | NetApp-Endura             |    | m.t             |
| 9  | Leonardo Duque    | Colombia                  |    | m.t             |
| 10 | Benoît Drujon     | BigMat-Auber 93           |    | m.t             |

|    | Coureur           | Équipe                    |    | Temps           |
| -- | ----------------- | ------------------------- | -- | --------------- |
| 1  | Matteo Pelucchi   | IAM                       | en | 4 h 39 min 41 s |
| 2  | Nicola Boem       | Bardiani Valvole-CSF Inox | +  | 3 s             |
| 3  | Kévin Réza        | Europcar                  |    | 3 s             |
| 4  | Sacha Modolo      | Bardiani Valvole-CSF Inox |    | 4 s             |
| 5  | Bryan Coquard     | Europcar                  |    | 6 s             |
| 6  | Rony Martias      | Sojasun                   |    | 6 s             |
| 7  | Nacer Bouhanni    | FDJ                       |    | 10 s            |
| 8  | Alexey Tsatevitch | Katusha                   |    | 10 s            |
| 9  | Steele Von Hoff   | Garmin-Sharp              |    | 10 s            |
| 10 | Giacomo Nizzolo   | RadioShack-Leopard        |    | 10 s            |

### 2eétape
|    | Coureur           | Équipe             |    | Temps           |
| -- | ----------------- | ------------------ | -- | --------------- |
| 1  | Nacer Bouhanni    | FDJ                | en | 2 h 22 min 57 s |
| 2  | Bryan Coquard     | Europcar           | +  | m.t             |
| 3  | Matteo Pelucchi   | IAM                |    | m.t             |
| 4  | Alexander Porsev  | Katusha            |    | m.t             |
| 5  | Steele Von Hoff   | Garmin-Sharp       |    | m.t             |
| 6  | Giacomo Nizzolo   | RadioShack-Leopard |    | m.t             |
| 7  | Alexey Tsatevitch | Katusha            |    | m.t             |
| 8  | Takashi Miyazawa  | Saxo-Tinkoff       |    | m.t             |
| 9  | Danilo Napolitano | Accent Jobs-Wanty  |    | m.t             |
| 10 | Tobias Ludvigsson | Argos-Shimano      |    | m.t             |

|    | Coureur           | Équipe                    |    | Temps           |
| -- | ----------------- | ------------------------- | -- | --------------- |
| 1  | Matteo Pelucchi   | IAM                       | en | 7 h 02 min 38 s |
| 2  | Nicola Boem       | Bardiani Valvole-CSF Inox | +  | 3 s             |
| 3  | Kévin Réza        | Europcar                  |    | 3 s             |
| 4  | Sacha Modolo      | Bardiani Valvole-CSF Inox |    | 4 s             |
| 5  | Bryan Coquard     | Europcar                  |    | 6 s             |
| 6  | Rony Martias      | Sojasun                   |    | 6 s             |
| 7  | Nacer Bouhanni    | FDJ                       |    | 10 s            |
| 8  | Steele Von Hoff   | Garmin-Sharp              |    | 10 s            |
| 9  | Alexey Tsatevitch | Katusha                   |    | 10 s            |
| 10 | Giacomo Nizzolo   | RadioShack-Leopard        |    | 10 s            |

### 3eétape
|    | Coureur         | Équipe                       |    | Temps      |
| -- | --------------- | ---------------------------- | -- | ---------- |
| 1  | Luke Durbridge  | Orica-GreenEDGE              | en | 8 min 18 s |
| 2  | Bob Jungels     | RadioShack-Leopard           | +  | 0 s        |
| 3  | Cameron Meyer   | Orica-GreenEDGE              |    | 1 s        |
| 4  | Arnaud Gérard   | Bretagne-Séché Environnement |    | 3 s        |
| 5  | Svein Tuft      | Orica-GreenEDGE              |    | 4 s        |
| 6  | Jesse Sergent   | RadioShack-Leopard           |    | 4 s        |
| 7  | Jan Bárta       | NetApp-Endura                |    | 4 s        |
| 8  | Anton Vorobyev  | Katusha                      |    | 5 s        |
| 9  | Tony Gallopin   | RadioShack-Leopard           |    | 5 s        |
| 10 | Michael Hepburn | Orica-GreenEDGE              |    | 7 s        |

|    | Coureur         | Équipe                       |    | Temps           |
| -- | --------------- | ---------------------------- | -- | --------------- |
| 1  | Luke Durbridge  | Orica-GreenEDGE              | en | 7 h 11 min 06 s |
| 2  | Bob Jungels     | RadioShack-Leopard           | +  | 0 s             |
| 3  | Cameron Meyer   | Orica-GreenEDGE              |    | 1 s             |
| 4  | Arnaud Gérard   | Bretagne-Séché Environnement |    | 3 s             |
| 5  | Svein Tuft      | Orica-GreenEDGE              |    | 4 s             |
| 6  | Jesse Sergent   | RadioShack-Leopard           |    | 4 s             |
| 7  | Jan Bárta       | NetApp-Endura                |    | 4 s             |
| 8  | Anton Vorobyev  | Katusha                      |    | 5 s             |
| 9  | Tony Gallopin   | RadioShack-Leopard           |    | 5 s             |
| 10 | Michael Hepburn | Orica-GreenEDGE              |    | 7 s             |

### 4eétape
|    | Coureur           | Équipe             |    | Temps           |
| -- | ----------------- | ------------------ | -- | --------------- |
| 1  | Pierre Rolland    | Europcar           | en | 5 h 33 min 16 s |
| 2  | Stefan Denifl     | IAM                | +  | 9 s             |
| 3  | Tobias Ludvigsson | Argos-Shimano      |    | 23 s            |
| 4  | Jan Bárta         | NetApp-Endura      |    | 23 s            |
| 5  | Samuel Dumoulin   | AG2R La Mondiale   |    | 25 s            |
| 6  | Nicolas Edet      | Cofidis            |    | 25 s            |
| 7  | Tony Gallopin     | RadioShack-Leopard |    | 25 s            |
| 8  | Rudy Molard       | Cofidis            |    | 25 s            |
| 9  | Julien Bérard     | AG2R La Mondiale   |    | 25 s            |
| 10 | Marcel Wyss       | IAM                |    | 25 s            |

|    | Coureur           | Équipe             |    | Temps            |
| -- | ----------------- | ------------------ | -- | ---------------- |
| 1  | Pierre Rolland    | Europcar           | en | 12 h 44 min 39 s |
| 2  | Jan Bárta         | NetApp-Endura      | +  | 10 s             |
| 3  | Tobias Ludvigsson | Argos-Shimano      |    | 10 s             |
| 4  | Tony Gallopin     | RadioShack-Leopard |    | 11 s             |
| 5  | Stefan Denifl     | IAM                |    | 12 s             |
| 6  | Nicki Sørensen    | Saxo-Tinkoff       |    | 17 s             |
| 7  | Mads Christensen  | Saxo-Tinkoff       |    | 19 s             |
| 8  | Pierrick Fédrigo  | FDJ                |    | 20 s             |
| 9  | Jonathan Hivert   | Sojasun            |    | 22 s             |
| 10 | Rory Sutherland   | Saxo-Tinkoff       |    | 25 s             |

### 5eétape
|    | Coureur           | Équipe                    |    | Temps           |
| -- | ----------------- | ------------------------- | -- | --------------- |
| 1  | Francis Mourey    | FDJ                       | en | 4 h 19 min 20 s |
| 2  | Lloyd Mondory     | AG2R La Mondiale          | +  | 0 s             |
| 3  | Jonathan Hivert   | Sojasun                   |    | 2 s             |
| 4  | Sonny Colbrelli   | Bardiani Valvole-CSF Inox |    | 2 s             |
| 5  | Alexey Tsatevitch | Katusha                   |    | 2 s             |
| 6  | Mads Christensen  | Saxo-Tinkoff              |    | 2 s             |
| 7  | Nicki Sørensen    | Saxo-Tinkoff              |    | 2 s             |
| 8  | Scott Thwaites    | NetApp-Endura             |    | 2 s             |
| 9  | Samuel Dumoulin   | AG2R La Mondiale          |    | 2 s             |
| 10 | Steele Von Hoff   | Garmin-Sharp              |    | 2 s             |

|    | Coureur           | Équipe             |    | Temps            |
| -- | ----------------- | ------------------ | -- | ---------------- |
| 1  | Pierre Rolland    | Europcar           | en | 17 h 04 min 01 s |
| 2  | Jan Bárta         | NetApp-Endura      | +  | 10 s             |
| 3  | Tobias Ludvigsson | Argos-Shimano      |    | 10 s             |
| 4  | Tony Gallopin     | RadioShack-Leopard |    | 11 s             |
| 5  | Stefan Denifl     | IAM                |    | 12 s             |
| 6  | Nicki Sørensen    | Saxo-Tinkoff       |    | 17 s             |
| 7  | Jonathan Hivert   | Sojasun            |    | 18 s             |
| 8  | Mads Christensen  | Saxo-Tinkoff       |    | 19 s             |
| 9  | Pierrick Fédrigo  | FDJ                |    | 20 s             |
| 10 | Rory Sutherland   | Saxo-Tinkoff       |    | 24 s             |

## Classements finals

### Classement général
|    | Cycliste          | Pays      | Équipe             |    | Temps            |
| -- | ----------------- | --------- | ------------------ | -- | ---------------- |
| 1  | Pierre Rolland    | France    | Europcar           | en | 17 h 04 min 01 s |
| 2  | Jan Bárta         | Tchéquie  | NetApp-Endura      | +  | 10 s             |
| 3  | Tobias Ludvigsson | Suède     | Argos-Shimano      |    | 10 s             |
| 4  | Tony Gallopin     | France    | RadioShack-Leopard |    | 11 s             |
| 5  | Stefan Denifl     | Autriche  | IAM                |    | 12 s             |
| 6  | Nicki Sørensen    | Danemark  | Saxo-Tinkoff       |    | 17 s             |
| 7  | Jonathan Hivert   | France    | Sojasun            |    | 18 s             |
| 8  | Mads Christensen  | Danemark  | Saxo-Tinkoff       |    | 19 s             |
| 9  | Pierrick Fédrigo  | France    | FDJ                |    | 20 s             |
| 10 | Rory Sutherland   | Australie | Saxo-Tinkoff       |    | 24 s             |

### Classements annexes
|   | Cycliste          | Équipe           | Points |
| - | ----------------- | ---------------- | ------ |
| 1 | Matteo Pelucchi   | IAM              | 41     |
| 2 | Alexey Tsatevitch | Katusha          | 33     |
| 3 | Lloyd Mondory     | AG2R La Mondiale | 28     |

|   | Cycliste      | Équipe                    | Points |
| - | ------------- | ------------------------- | ------ |
| 1 | Cameron Meyer | Orica-GreenEDGE           | 29     |
| 2 | Lloyd Mondory | AG2R La Mondiale          | 28     |
| 3 | Marco Canola  | Bardiani Valvole-CSF Inox | 20     |

|   | Cycliste          | Équipe                       |    | Temps            |
| - | ----------------- | ---------------------------- | -- | ---------------- |
| 1 | Tobias Ludvigsson | Argos-Shimano                | en | 17 h 04 min 11 s |
| 2 | Eduardo Sepúlveda | Bretagne-Séché Environnement | +  | 1 min 27 s       |
| 3 | Théo Vimpère      | BigMat-Auber 93              |    | 2 min 45 s       |

|   | Équipe       | Pays     |    | Temps            |
| - | ------------ | -------- | -- | ---------------- |
| 1 | Saxo-Tinkoff | Danemark | en | 51 h 13 min 04 s |
| 2 | Europcar     | France   | +  | 1 min 01 s       |
| 3 | FDJ          | France   |    | 1 min 17 s       |

## Évolution des classements
| Étape              | Vainqueur          | Classement général | Classement par points | Classement de la montagne | Classement du meilleur jeune | Classement par équipes |
| ------------------ | ------------------ | ------------------ | --------------------- | ------------------------- | ---------------------------- | ---------------------- |
| 1                  | Matteo Pelucchi    | Matteo Pelucchi    | Matteo Pelucchi       | Rony Martias              | Bryan Coquard                | Katusha                |
| 2                  | Nacer Bouhanni     | Matteo Pelucchi    | Matteo Pelucchi       | Rony Martias              | Bryan Coquard                | Katusha                |
| 3                  | Luke Durbridge     | Luke Durbridge     | Matteo Pelucchi       | Rony Martias              | Luke Durbridge               | Orica-GreenEDGE        |
| 4                  | Pierre Rolland     | Pierre Rolland     | Matteo Pelucchi       | Rony Martias              | Tobias Ludvigsson            | Saxo-Tinkoff           |
| 5                  | Francis Mourey     | Pierre Rolland     | Matteo Pelucchi       | Cameron Meyer             | Tobias Ludvigsson            | Saxo-Tinkoff           |
| Classements finals | Classements finals | Pierre Rolland     | Matteo Pelucchi       | Cameron Meyer             | Tobias Ludvigsson            | Saxo-Tinkoff           |

## Liste des participants
- Liste de départ complète

| Orica-GreenEDGE OGE | Orica-GreenEDGE OGE   | Orica-GreenEDGE OGE |
| ------------------- | --------------------- | ------------------- |
| Num                 | Coureur               | Pos                 |
| 1                   | Luke Durbridge (AUS)  | AB-5                |
| 2                   | Cameron Meyer (AUS)   | 42e                 |
| 3                   | Sam Bewley (NZL)      | AB-2                |
| 4                   | Michael Hepburn (AUS) | AB-5                |
| 5                   | Aidis Kruopis (LTU)   | AB-4                |
| 6                   | Svein Tuft (CAN)      | 59e                 |

| Saxo-Tinkoff # TST | Saxo-Tinkoff # TST     | Saxo-Tinkoff # TST |
| ------------------ | ---------------------- | ------------------ |
| Num                | Coureur                | Pos                |
| 11                 | Karsten Kroon (NED)    | 45e                |
| 12                 | Jay McCarthy (AUS)     | 52e                |
| 13                 | Mads Christensen (DEN) | 8e                 |
| 14                 | Nicki Sørensen (DEN)   | 6e                 |
| 15                 | Rory Sutherland (AUS)  | 10e                |
| 16                 | Takashi Miyazawa (JPN) | AB-5               |

| RadioShack-Leopard RLT | RadioShack-Leopard RLT | RadioShack-Leopard RLT |
| ---------------------- | ---------------------- | ---------------------- |
| Num                    | Coureur                | Pos                    |
| 21                     | Tony Gallopin (FRA)    | 4e                     |
| 22                     | Danilo Hondo (GER)     | AB-5                   |
| 23                     | Bob Jungels (LUX)      | AB-5                   |
| 24                     | Benjamin King (USA)    | 31e                    |
| 25                     | Giacomo Nizzolo (ITA)  | AB-5                   |
| 26                     | Jesse Sergent (NZL)    | AB-5                   |

| Argos-Shimano ARG | Argos-Shimano ARG       | Argos-Shimano ARG |
| ----------------- | ----------------------- | ----------------- |
| Num               | Coureur                 | Pos               |
| 31                | Jonas Ahlstrand (SWE)   | AB                |
| 32                | Thomas Damuseau (FRA)   | 35e               |
| 33                | Tom Dumoulin (NED)      | AB-2              |
| 34                | Tobias Ludvigsson (SWE) | 3e                |
| 36                | Matthieu Sprick (FRA)   | 51e               |

| Garmin-Sharp GRS | Garmin-Sharp GRS            | Garmin-Sharp GRS |
| ---------------- | --------------------------- | ---------------- |
| Num              | Coureur                     | Pos              |
| 41               | Christian Vande Velde (USA) | AB               |
| 42               | Nathan Haas (AUS)           | AB               |
| 43               | Thomas Dekker (NED)         | 26e              |
| 45               | Rohan Dennis (AUS)          | AB-2             |
| 46               | Steele Von Hoff (CAN)       | 40e              |

| FDJ | FDJ                     | FDJ  |
| --- | ----------------------- | ---- |
| Num | Coureur                 | Pos  |
| 51  | Nacer Bouhanni (FRA)    | AB-5 |
| 52  | Pierrick Fédrigo (FRA)  | 9e   |
| 53  | Anthony Geslin (FRA)    | 25e  |
| 54  | Francis Mourey (FRA)    | 34e  |
| 55  | Anthony Roux (FRA)      | AB-1 |
| 56  | Benoît Vaugrenard (FRA) | 17e  |

| AG2R La Mondiale ALM | AG2R La Mondiale ALM  | AG2R La Mondiale ALM |
| -------------------- | --------------------- | -------------------- |
| Num                  | Coureur               | Pos                  |
| 61                   | Samuel Dumoulin (FRA) | 18e                  |
| 62                   | Axel Domont (FRA)     | AB                   |
| 63                   | Sylvain Georges (FRA) | 47e                  |
| 64                   | Julian Kern (GER)     | AB-4                 |
| 65                   | Lloyd Mondory (FRA)   | 33e                  |
| 66                   | Julien Bérard (FRA)   | 19e                  |

| Katusha KAT | Katusha KAT             | Katusha KAT |
| ----------- | ----------------------- | ----------- |
| Num         | Coureur                 | Pos         |
| 71          | Alexey Tsatevitch (RUS) | 21e         |
| 72          | Timofey Kritskiy (RUS)  | AB          |
| 74          | Alexander Porsev (RUS)  | AB          |
| 75          | Mikhail Ignatiev (RUS)  | 53e         |
| 76          | Anton Vorobyev (RUS)    | AB-4        |

| IAM | IAM                      | IAM  |
| --- | ------------------------ | ---- |
| Num | Coureur                  | Pos  |
| 81  | Thomas Lövkvist (SWE)    | AB-4 |
| 82  | Matteo Pelucchi (ITA)    | 60e  |
| 83  | Stefan Denifl (AUT)      | 5e   |
| 84  | Rémi Cusin (FRA)         | 55e  |
| 85  | Alexandr Pliuschin (MDA) | 41e  |
| 86  | Marcel Wyss (SUI)        | 13e  |

| Europcar EUC | Europcar EUC          | Europcar EUC |
| ------------ | --------------------- | ------------ |
| Num          | Coureur               | Pos          |
| 91           | Thomas Voeckler (FRA) | 11e          |
| 92           | Bryan Coquard (FRA)   | AB           |
| 93           | Tony Hurel (FRA)      | 39e          |
| 94           | Kévin Réza (FRA)      | AB           |
| 95           | Pierre Rolland (FRA)  | 1er          |
| 96           | Yukiya Arashiro (JPN) | 28e          |

| Cofidis COF | Cofidis COF              | Cofidis COF |
| ----------- | ------------------------ | ----------- |
| Num         | Coureur                  | Pos         |
| 101         | Nicolas Edet (FRA)       | 15e         |
| 102         | Cyril Bessy (FRA)        | AB-5        |
| 103         | Guillaume Levarlet (FRA) | 44e         |
| 104         | Rudy Molard (FRA)        | 14e         |
| 105         | Stéphane Poulhiès (FRA)  | AB          |
| 106         | Romain Zingle (BEL)      | AB          |

| Sojasun SOJ | Sojasun SOJ             | Sojasun SOJ |
| ----------- | ----------------------- | ----------- |
| Num         | Coureur                 | Pos         |
| 111         | Anthony Delaplace (FRA) | 32e         |
| 112         | Jimmy Engoulvent (FRA)  | AB-5        |
| 113         | Jonathan Hivert (FRA)   | 7e          |
| 114         | Rony Martias (FRA)      | AB          |
| 115         | Rémi Pauriol (FRA)      | 2e          |
| 116         | Jean-Marc Marino (FRA)  | AB          |

| Colombia COL | Colombia COL              | Colombia COL |
| ------------ | ------------------------- | ------------ |
| Num          | Coureur                   | Pos          |
| 121          | Juan Esteban Arango (COL) | 46e          |
| 122          | Edwin Ávila (COL)         | AB-4         |
| 123          | Leonardo Duque (COL)      | 16e          |
| 124          | Dúber Quintero (COL)      | AB           |
| 125          | Carlos Quintero (COL)     | 24e          |
| 126          | Juan Pablo Valencia (COL) | 58e          |

| Bardiani Valvole-CSF Inox BAR | Bardiani Valvole-CSF Inox BAR | Bardiani Valvole-CSF Inox BAR |
| ----------------------------- | ----------------------------- | ----------------------------- |
| Num                           | Coureur                       | Pos                           |
| 131                           | Sacha Modolo (ITA)            | AB-5                          |
| 132                           | Sonny Colbrelli (ITA)         | 38e                           |
| 133                           | Nicola Boem (ITA)             | 12e                           |
| 134                           | Marco Coledan (ITA)           | AB                            |
| 135                           | Marco Canola (ITA)            | 48e                           |
| 136                           | Enrico Battaglin (ITA)        | 20e                           |

| NetApp-Endura TNE | NetApp-Endura TNE      | NetApp-Endura TNE |
| ----------------- | ---------------------- | ----------------- |
| Num               | Coureur                | Pos               |
| 141               | Jan Bárta (CZE)        | 2e                |
| 142               | Cesare Benedetti (ITA) | AB-4              |
| 143               | Iker Camaño (ESP)      | AB-2              |
| 144               | David de la Cruz (ESP) | 29e               |
| 145               | Scott Thwaites (GBR)   | 56e               |
| 146               | Leopold König (CZE)    | 49e               |

| Bretagne-Séché Environnement BSE | Bretagne-Séché Environnement BSE | Bretagne-Séché Environnement BSE |
| -------------------------------- | -------------------------------- | -------------------------------- |
| Num                              | Coureur                          | Pos                              |
| 151                              | Sébastien Duret (FRA)            | 50e                              |
| 152                              | Florian Guillou (FRA)            | AB                               |
| 153                              | Geoffroy Lequatre (FRA)          | 23e                              |
| 154                              | Arnaud Gérard (FRA)              | AB                               |
| 155                              | Eduardo Sepúlveda (ARG)          | 27e                              |
| 156                              | Armindo Fonseca (FRA)            | 36e                              |

| BigMat-Auber 93 BIG | BigMat-Auber 93 BIG       | BigMat-Auber 93 BIG |
| ------------------- | ------------------------- | ------------------- |
| Num                 | Coureur                   | Pos                 |
| 161                 | Steven Tronet (FRA)       | AB-4                |
| 162                 | Nicolas Bazin (FRA)       | AB-4                |
| 163                 | Théo Vimpère (FRA)        | 30e                 |
| 164                 | Flavien Dassonville (FRA) | AB                  |
| 165                 | Benoît Drujon (FRA)       | AB-5                |
| 166                 | Stéphane Rossetto (FRA)   | 43e                 |

| Accent Jobs-Wanty AJW | Accent Jobs-Wanty AJW   | Accent Jobs-Wanty AJW |
| --------------------- | ----------------------- | --------------------- |
| Num                   | Coureur                 | Pos                   |
| 171                   | Danilo Napolitano (ITA) | AB                    |
| 172                   | Benjamin Verraes (BEL)  | AB-4                  |
| 173                   | Nicolas Vogondy (FRA)   | 54e                   |
| 174                   | Grégory Habeaux (BEL)   | AB                    |
| 175                   | Jurgen Van Goolen (BEL) | 37e                   |
| 176                   | Will Routley (CAN)      | 57e                   |